# Єронім Матвій Яловицький
Єронім Матвій Яловицький (1672 - 8/9 січня 1732, Яворів) — римо-католицький прелат, Великокоронний писар (1714–1731), Великий коронний секретар (1731–1732), віце-канцлер Головного коронного трибуналу, регент Великого князівства Литовського, єпископ-помічник Львівський (1725-1732).

## Життєпис
Походив з шляхетського роду гербу Яловицьких. Син Волинського ловчого Єроніма-Олександра та Софії, уродженої Курдвановської. Походив із давнього Волинського роду, відомого ще з XV ст.
Народився 1672 року в Овадові Радомському. Спочатку перебував на військовій службі, але 1695 року висвячений на священика.
1694 року він вступив до семінарії у Варшаві, якою керували священики-місіонери, де розпочав свої богословські студії. Він успішно брав участь у дебатах і після року навчання та реколекцій був висвячений на священика єпископом Холмським Станіславом Яцеком Свенцицьким. Одразу ж отримав служіння у Свірзькій парафії.
1 жовтня 1714 року, після відставки Яна Францішека Курдвановського, був номінований Великим коронним писарем, яким залишався до 31 січня 1731 року. У 1715 році він зрікся посади Холмського каноніка, а в 1717 році отримав Краківського каноніка. 
У 1716 році коронні гетьмани відправили його до табору в Любомлі, де коронне військо і воєводства об’єдналися, але до примирення не дійшло. У 1718 році він став віце-президентом Коронного трибуналу , делегатом якого був тринадцять разів.
21 лютого 1725 року він був висвячений на єпископа-помічника Львівської архідієцезії та титулярного єпископа Пелли. 
У 1726 р. звільнився з Перемишльської канцелярії. З 1727 р. виконував також обов’язки генерального урядника та єпископа Львівського.
Під час Тарногородської конфедерації, після відмови Станіслава Лєдоховського від Равської угоди, великий гетьман коронний Адам Миколай Сенявський разом із сенаторами, які тоді перебували у Львові, 3 лютого 1716 р. послав Є. Яловицького як повіреного до маршалка та Ради конфедерації. Є. Яловицький переконував конфедератів ратифікувати угоду, вказуючи на згубні наслідки пошуку іноземного захисту. 
1719 року став регентом Великого князівства Литовського. 31 січня 1731 р., після смерті А. Роздражевського, був номінований Великим секретарем коронним і обіймав цю посаду до самої смерті.
14 листопада 1731 р. отримав Яворівську парафію, куди поїхав на початку 1732 р. Помер через рік після того, як був номінований великим секретарем корони, 8 січня 1732 року. Похований у Львові.